# August-Exter-Straße 25

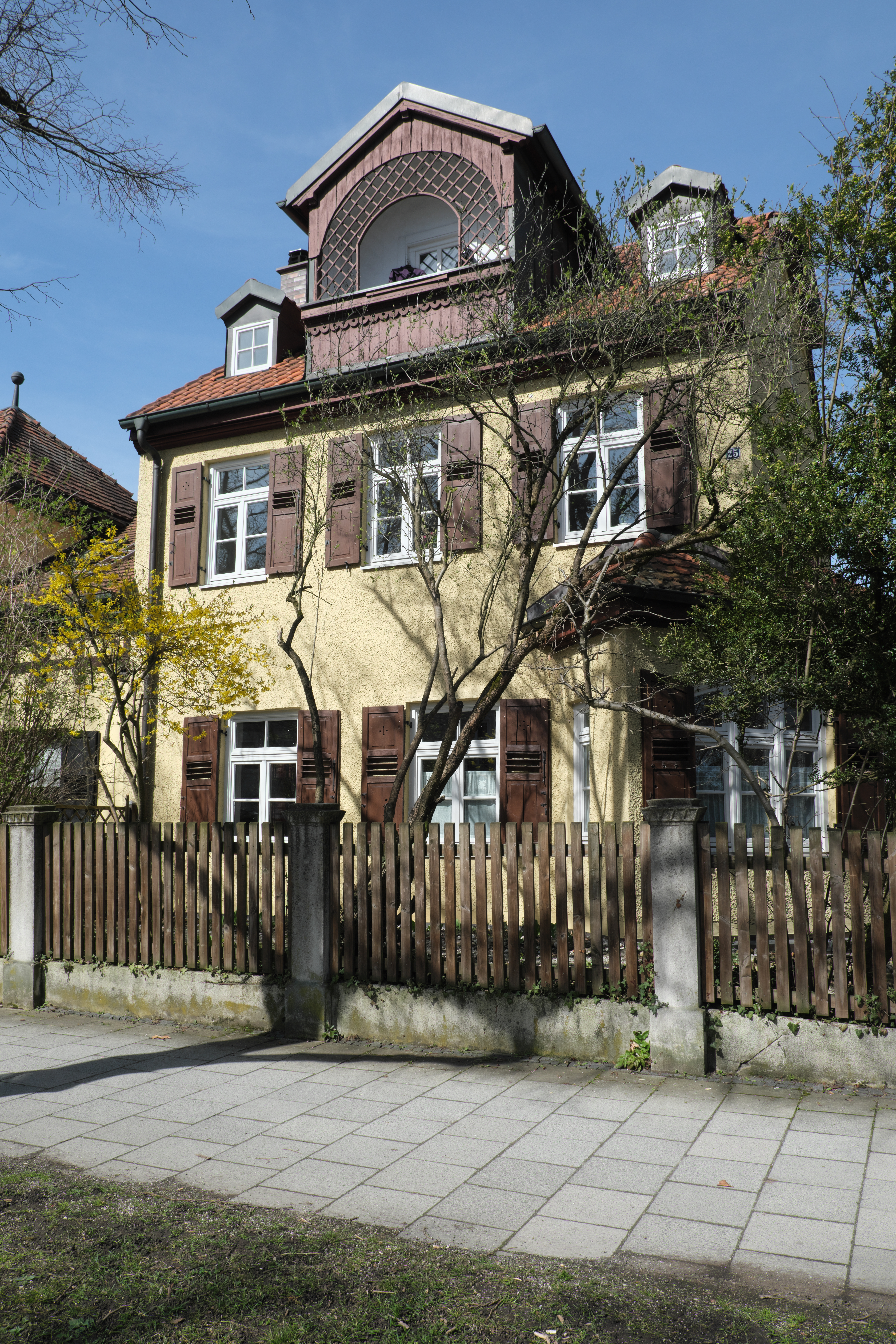
Haus August-Exter-Straße 25 im Stadtteil Pasing von München

Das Gebäude August-Exter-Straße 25 im Stadtteil Pasing der bayerischen Landeshauptstadt München wurde um 1895 errichtet. Die Villa in der August-Exter-Straße, die zur Erstbebauung der Villenkolonie Pasing I gehört, ist ein geschütztes Baudenkmal.
Das Haus wurde nach Plänen des Büros von August Exter erbaut. Der traufseitige Schopfwalmdachbau mit schrägem Eckerker und hölzernem Zwerchhaus wird mit dem ungleichen Haus Nr. 23 zu einem Doppelhaus.